# Daesiinae
Sous-famille
Les Daesiinae sont une sous-famille de solifuges de la famille des Daesiidae.

## Distribution
Les espèces de cette sous-famille se rencontrent en Afrique, en Europe du Sud, au Moyen-Orient, en Asie centrale et en Chine.

## Liste des genres
Selon Solifuges of the World (version 1.0) :
- Biton Karsch, 1880
- Bitonota Roewer, 1933
- Bitonupa Roewer, 1933
- Daesiola Roewer, 1933

## Publication originale
- Kraepelin, 1899 : Zur Systematik der Solifugen. Mitteilungen aus dem Naturhistorischen Museum in Hamburg, vol. 16, p. 195–259 (texte intégral).